# 勇者斗恶龙VII 伊甸的战士们
《勇者斗恶龙VII 伊甸的战士们》，是由HeartBeat和ArtePiazza开发，艾尼克斯发行于2000年在PlayStation平台发行的日本电子角色扮演游戏，于2001年在北美以《Dragon Warrior VII》名義发行。《勇者斗恶龙VII》任天堂3DS重制版于2013年2月7日在日本发行，2016年9月16日在欧美发行，这也是本作首次正式在欧洲发售。
《勇者斗恶龙VII》是继1995年超级任天堂前作《勇者斗恶龙VI 幻之大地》之后，勇者斗恶龙系列的第七部本传作品。《勇者斗恶龙VII》在发售之后累计銷量406万份，并于2001年4月6日成为日本當地最畅销的PlayStation平台游戏。游戏為自《勇者斗恶龙IV》1992年在北美发售后，首个在日本以外发售的本传游戏，也是最后一个以“Dragon Warrior”为题在北美发售的游戏。游戏由一直监理勇者斗恶龙系列的堀井雄二制作。美工与角色设计依然由一直为勇者斗恶龙进行创作的漫画家鸟山明负责。
游戏围绕着勇者和其朋友探索了家乡Estard周围岛屿的秘密而展开。他们可通过古代遗迹传送到过去，并战胜各个新地点的邪恶。游戏机制相对于前作没有大的改变，但增强的职业系统可以让玩家培養自己的角色。

## 开发与发行
《勇者斗恶龙VII》由系列创作人堀井雄二设计，山名学监制。真岛真太郎担任艺术总监，长期参与系列制作的鸟山明和椙山浩一分别负责角色设计和谱曲。官方最早于1996年宣布游戏制作于任天堂64DD。在1997年1月15日，其宣布游戏改在PlayStation平台开发。次日，索尼和艾尼克斯的股票在日本都大幅上升。在2000年，调查公司DIHS称游戏预计在日本会非常成功，他将“创造对日本经济500亿日元的影响”。《勇者斗恶龙VII》于2000年8月26日在日本发售，并在日本售出406万份。
游戏推延数次后才正式发行。由于爱好者的高期望值使开发职员希望将游戏做得完美，以及团队只有约35人构成的原因，因而游戏制作延长。游戏发行未发行时成为了日本最期待游戏，在了解《勇者斗恶龙VII》的发售情况后，史克威尔推迟了它们最终幻想游戏的面世。堀井在一次采访中称，相较于游戏情节团队更为专注于解谜。作为系列第一个使用3D图形的游戏，团队最初不愿意加入CG电影和动画，原因是爱好者给艾尼克斯的信中称他们害怕那样会改变系列的总体感受。
《勇者斗恶龙VII》在日本发行后，其英文本地化便立刻开始进行。艾尼克斯美国将70,000余页文本的翻译任务分配给20个翻译员和5个校对员。原版日文剧本的内容没有被修改或审查。为了向玩家介绍游戏，在北美发售前的几周，艾尼克斯在其网站上放出了关于游戏不同机制的信息。艾尼克斯北美总裁Paul Handelman称“这个月所有人都谈到，使用新系统和最新技术的《巫术》不会受轻视这一归根结的的事实，引人注目的游戏玩法就是它的全部，而《勇者斗恶龙VII》正是提供这一点”。《勇者斗恶龙VII》于2001年11月1日在美国发行，是最后一部以“Warrior”作标题的作品。在2003年，史克威尔艾尼克斯在美国注册了“Dragon Quest”商标，并不再打算使用“Dragon Warrior”的游戏名。游戏发售后不久，开发商Heartbeat的工作中断。对此，艾尼克斯北美产品经理贾斯汀·卢卡斯称，开发者只剩下“《勇者斗恶龙VII》和《勇者斗恶龙IV》的收尾工作了。它们打算放一段假期并暂时好好休息”，称其与游戏的美国销售无关。
北美《勇者斗恶龙VII》手册的背面有PlayStation重制版《勇者斗恶龙IV》的广告，其使用了和任天堂发行时相同的名字“Dragon Warrior IV”。游戏本地化由于Heartbeat的中断而取消。

### 重制
2012年10月30日，史克威尔艾尼克斯宣布将专门在任天堂3DS平台重制《勇者斗恶龙VII》，并于2013年2月在日本发行。那天晚些时候，史克威尔艾尼克斯确认游戏于2013年2月7日在日本发行。尽管“估计”游戏会在日本以外发行计划，但官方并没有发出公告。和《勇者斗恶龙IX》相似，遇敌模式由随机改为可见，使用了特殊的背景以及敌人有独特的攻击特性。

## 相关媒体

### 音乐
如同每部勇者斗恶龙游戏，椙山浩一都会为游戏作曲并指挥相关衍生产品。《勇者斗恶龙VII》的原声版附有交响组曲，以《勇者斗恶龙VII 伊甸的战士们 交响组曲+OST》为名发售
。专辑使用两张碟片，第一张碟片和第二张碟片的序曲使用交响组曲，第二张碟片的其余乐曲使用原声版。《交响组曲》在该年晚期独立发行于Super Audio CD，后于2009年再发行。此外另有一个以《勇者斗恶龙VII 伊甸的战士们 on Piano》为题外形的专辑，其中收录27个钢琴改编曲
。《交响组曲》后来于2006年随系列其他音乐一起再版。3DS重制版唱片由东京都交响乐团录制。

### 漫画
《勇者斗恶龙VII》改编漫画由艾尼克斯的《少年Gangan》在日本出版。漫画由曾创作另一部相关漫画连载《勇者斗恶龙列传 洛特的纹章》的藤原カムイ绘画。漫画与2001年至2006年间发行，计14卷。
在改编漫画中，勇者被起名为“阿鲁斯”。漫画讲述了游戏的故事，同时加入了新角色以及更多和与友情相关的细节。

## 评价
在日本，《勇者斗恶龙VII》在商业和评价上都获得了广泛成功。其在2000年售出378万，成为了日本當地年度最畅销電子游戏。发售几周内售出的游戏销量占大多数，本作成為日本當地的PlayStation游戏中發行首年度出货量最大的作品。截至2003年3月，遊戲在日本的出貨量達411万份
。游戏获得了2000年第四届日本媒体艺术节的数字（互动）艺术部的大奖，受称赞游戏“迷人而不依赖高度的现实主义”并且“做的非常精致巧妙”。游戏还获得了第五届电脑娱乐供应者协会日本娱乐软件奖的四个奖项，它们包括最佳奖、情节奖、销量奖和人气奖。在2006年《Fami通》杂志举办的读者票选中，游戏获得了史上最佳游戏的第九名。
据The Magic Box称，北美版《勇者斗恶龙VII》销量接近20万份，远不如日本版游戏的熱賣。北美艾尼克斯对这个销售数字表示满意。《勇者斗恶龙VII》在北美获得的正面评价居多。IGN称累计“100+小时”的游戏时间令人得到乐趣，尽管游戏的视觉效果过时而粗陋。GameZone.com称赞了游戏的概念与怀旧因素，称其“注定是一款电子角色扮演游戏”。他们还评论称游戏的难度高而不令人沮丧，他们称“这会让你完成任务时得到更多的成就感”
。IGN称游戏的职业系统是“所见过的除了策略RPG外最好的职业系统之一”。
其它的评论者对《勇者斗恶龙VII》不满意。GameShark.com称游戏的前两小时“将是你所玩过的电子游戏中最无聊的时间之一”。XenGamers.com还认为玩家为了玩游戏需要“磐石般的耐心”。当《Game Informer》提到游戏在日本的知名度时甚至说“四百万日本人可能错了”。因为开发周期的延长，游戏的发售晚于PlayStation 2的上市后，这对游戏，特别是图像造成了一些负面评价。IGN对此评论称“游戏最低限度的在技术上作了改进，但有深度的游戏玩法、宏大冒险以及多样性对此作了更多补偿”。GameSpot評遊戲图像“不好”，同时警告读者“如果你見識並評價了《最终幻想VII》的過場动画，那你将不会对《勇者斗恶龙VII》中所见的任何东西感到惊叹”。
任天堂3DS重制版首周在日本售出80万份。《Fami通》给游戏打了35/40分，称赞了新管弦配乐以及改进的图像，並肯定修正了原本略嫌冗長的前導以及設計不良的首个迷宫。